# Kama Sutra Records
La Kama Sutra Records è stata una casa discografica statunitense.

## Storia
La Kama Sutra Records fu fondata nel 1965 da Artie Ripp, Hy Mizrahi e Phil Steinberg, inizialmente come società di produzione per poi dedicarsi alla fine dello stesso anno alla pubblicazione di dischi; Ripp per molto tempo aveva lavorato con George Goldner, titolare della Roulette Records.
Dal 1965 al 1969 fu distribuita dalla MGM Records, e in questo periodo l'etichetta era gialla con un cerchio di fiamme rosse e la scritta "Kama Sutra Records" in rosso, con sulla destra la riproduzione di una statuetta indiana; la numerazione del catalogo degli album partiva da 80xx con il prefisso KLP (KLPS per le stampe stereofoniche). Successivamente venne distribuita dalla Buddah Records e l'etichetta diventò rosa con otto piccole statue blu, verdi e gialle a forma di arco nella parte inferiore dell'etichetta e la scritta "Kama Sutra" scritto in lettere bianche nella metà superiore; la numerazione partì da 20xx.
La Kama Sutra Records pubblicò i dischi di Captain Beefheart, Dust, Sha Na Na, The 5th Dimension, Flamin' Groovies, Gene Vincent, The Lovin' Spoonful, The Jaggerz tra gli altri.

## Dischi pubblicati

### 33 giri - Serie 8000[4]
| Numero di catalogo | Anno           | Interprete          | Titoli                          |
| ------------------ | -------------- | ------------------- | ------------------------------- |
| KLP/KLPS 8050      | Dicembre 1965  | The Lovin' Spoonful | Do You Believe in Magic         |
| KLP/KLPS 8051      | Aprile 1966    | The Lovin' Spoonful | Daydream                        |
| KLP/KLPS 8052      | 1966           | The Good Times      | Good Times                      |
| KLP/KLPS 8053      | Settembre 1966 | The Lovin' Spoonful | What's Up, Tiger Lily?          |
| KLP/KLPS 8054      | Dicembre 1966  | The Lovin' Spoonful | Hums of the Lovin' Spoonful     |
| KLP/KLPS 8055      | 1966           | Jimmy Dean          | Jimmy Dean                      |
| KLP/KLPS 8056      | Marzo 1967     | The Lovin' Spoonful | The Best of The Lovin' Spoonful |
| KLP/KLPS 8057      | Marzo 1967     | Excursions          | Trade Winds                     |
| KLP/KLPS 8058      | Aprile 1967    | The Lovin' Spoonful | You're a Big Boy Now            |
| KLP/KLPS 8059      | 1967           | The Innocence       | Innocence                       |

### 45 giri
| Numero di catalogo | Anno          | Interprete          | Titoli                                                               |
| ------------------ | ------------- | ------------------- | -------------------------------------------------------------------- |
| KA 201             | Dicembre 1965 | The Lovin' Spoonful | Do You Believe in Magic/On the Road Again                            |
| KA 205             | Dicembre 1965 | The Lovin' Spoonful | You Didn't Have to Be So Nice/My Gal                                 |
| KA 208             | 1966          | The Lovin' Spoonful | Daydream/Night Owl Blues                                             |
| KA 209             | 1966          | The Lovin' Spoonful | Did You Ever Have to Make Up Your Mind?/Didn't Want to Have to Do It |
| KA 211             | 1966          | The Lovin' Spoonful | Summer in the City/Butchie's Tune                                    |
| KA 212             | 1966          | The Trade Winds     | Mind Excursion/Little Susan's Dreamin'                               |
| KA 214             | 1966          | The Innocence       | There's Got To Be A Word!/I Don't Wanna Be Around You                |
| KA 216             | 1966          | The Lovin' Spoonful | Rain on the Roof/POW                                                 |
| KA 217             | 1966          | The Sopwith 'Camel' | Hello Hello/Treadin'                                                 |
| KA 219             | 1966          | The Lovin' Spoonful | Nashville Cats/Full Measure                                          |
| KA 222             | 1967          | The Innocence       | Mairzy Doats/A Lifetime Lovin' You                                   |
| KA 224             | 1967          | The Sopwith 'Camel' | Postcard From Jamaica/Little Orphan Annie                            |